# Terme Vigliatore
Terme Vigliatore est une commune italienne de la province de Messine, dans la région Sicile, située sur la mer Tyrrhénienne.

## Administration
| Période                                  | Période | Identité         | Étiquette | Qualité |
| ---------------------------------------- | ------- | ---------------- | --------- | ------- |
| 11 octobre 2021                          |         | Bartolo Cipriano |           |         |
| Les données manquantes sont à compléter. |         |                  |           |         |

### Hameaux

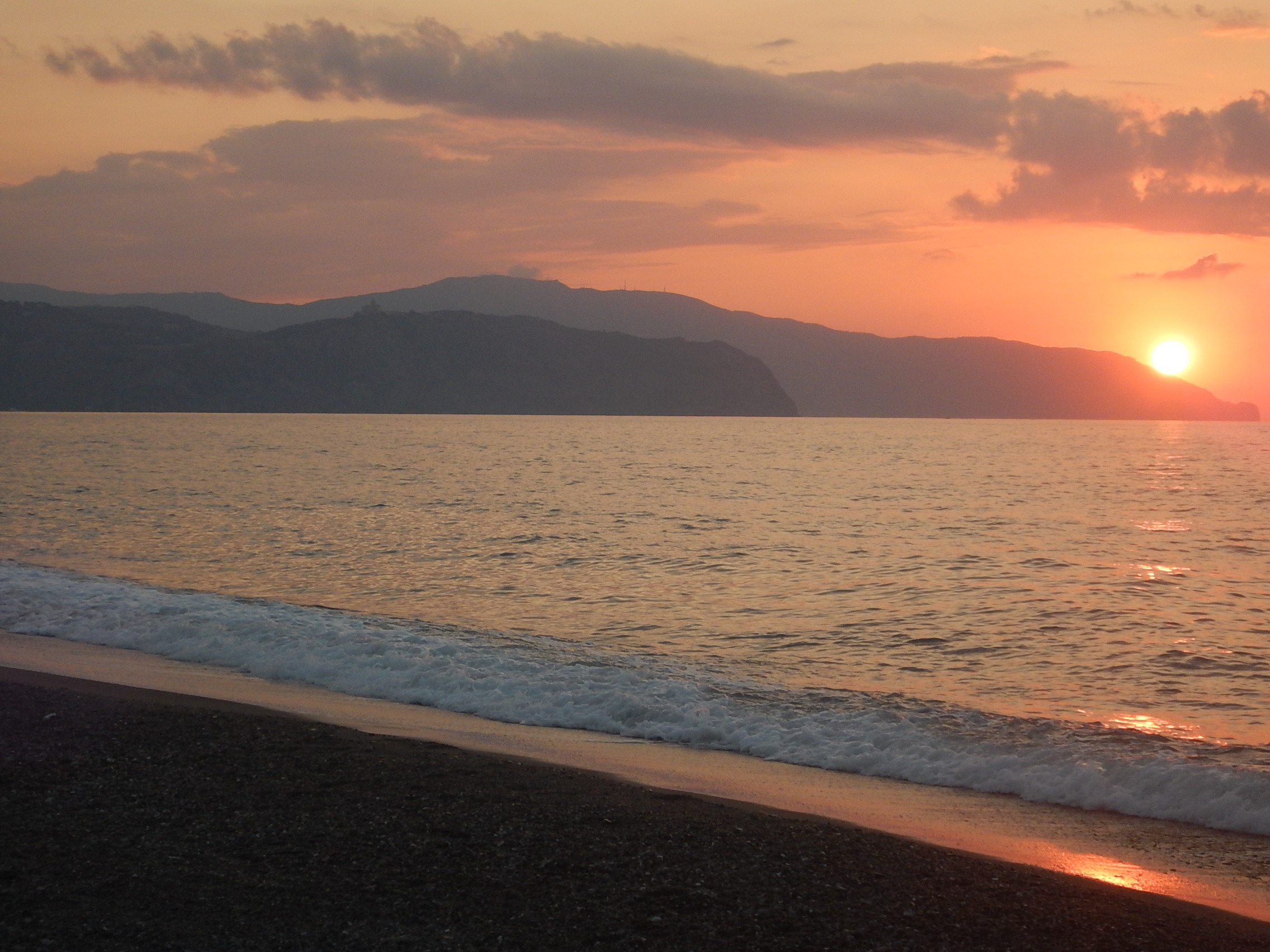
La plage de Marchesana au coucher du soleil.

Mollerino, Maceo, S. Biagio, Bagni, Acquitta, Cannotta, Marchesana, Mendola, Piano Banca, Pietre Rosse, Ponte Cicero, Ponte Termini, Pizzicarì, Salicà, Vigliatore,Tonnarella

### Communes limitrophes
Barcellona Pozzo di Gotto, Castroreale, Furnari, Mazzarrà Sant'Andrea, Rodì Milici

## Personnalités liées à la commune
- Guglielmo Jannelli (26 octobre 1895, Terme Vigliatore - 13 avril 1950, Castroreale), poète futuriste.

## Monuments
- Villa romaine de San Biagio